# Obre Lake/North of Sixty Airport
Obre Lake/North of Sixty Airport är en flygplats i Kanada.   Den ligger i territoriet Northwest Territories, i den centrala delen av landet, 2 400 km nordväst om huvudstaden Ottawa. Obre Lake/North of Sixty Airport ligger 345 meter över havet.
Terrängen runt Obre Lake/North of Sixty Airport är huvudsakligen platt. Obre Lake/North of Sixty Airport ligger nere i en dal. Trakten runt Obre Lake/North of Sixty Airport är nära nog obefolkad, med mindre än två invånare per kvadratkilometer.. Det finns inga samhällen i närheten.